# Censo de México de 1990
El censo de México de 1990, denominado oficialmente XI Censo General de Población y Vivienda, fue el decimoprimer censo realizado en México. Se llevó a cabo del 12 al 16 de marzo de 1990 y dio como resultado una población de 81 249 645 habitantes.

## Realización
Este fue el primer censo realizado por el Instituto Nacional de Estadística, Geografía e Informática. Debido a la magnitud del trabajo, este fue el primer censo que se realizó en más de un día, del 12 al 16 de marzo de 1990. El censo de población recolectó la siguiente información:
- Edad
- Sexo
- Lugar de nacimiento y lugar de residencia anterior
- Número de hijos nacidos vivos y número de sobrevivientes
- Estado civil y conyugal
- Lengua indígena y bilingüismo
- Religión
- Analfabetismo
- Asistencia escolar
- Nivel de instrucción
- Condición de actividad
- Ocupación principal
- Situación en el trabajo
- Horas trabajadas
- Ingresos

Sobre la vivienda se obtuvieron los siguientes datos:
- Material de construcción
- Número de cuartos
- Cocina
- Excusado
- Agua entubada
- Drenaje
- Electricidad
- Combustible utilizado para cocinar
- Tenencia
- Ocupantes de la vivienda
- Hogares

## Resultados
| Posición | Estado              | Población  | Variación respecto a 1980 | Variación respecto a 1980 | Variación respecto a 1980 |
| Posición | Estado              | Población  | Pobl.                     | %                         | Pos.                      |
| -------- | ------------------- | ---------- | ------------------------- | ------------------------- | ------------------------- |
| 1        | México              | 9 815 795  | 2 251 460                 | 29.76                     | 1                         |
| 2        | Distrito Federal    | 8 235 744  | -595 335                  | -6.74                     | 1                         |
| 3        | Veracruz            | 6 228 239  | 840 559                   | 15.60                     | Sin cambios               |
| 4        | Jalisco             | 5 302 689  | 930 691                   | 21.29                     | Sin cambios               |
| 5        | Puebla              | 4 126 101  | 778 416                   | 23.25                     | Sin cambios               |
| 6        | Guanajuato          | 3 982 593  | 976 483                   | 32.48                     | Sin cambios               |
| 7        | Michoacán           | 3 548 199  | 679 375                   | 23.68                     | Sin cambios               |
| 8        | Chiapas             | 3 210 496  | 1 125 779                 | 54.00                     | 3                         |
| 9        | Nuevo León          | 3 098 736  | 585 692                   | 23.31                     | 1                         |
| 10       | Oaxaca              | 3 019 560  | 650 484                   | 27.46                     | 1                         |
| 11       | Guerrero            | 2 620 637  | 511 124                   | 24.23                     | 1                         |
| 12       | Chihuahua           | 2 441 873  | 436 396                   | 21.76                     | Sin cambios               |
| 13       | Tamaulipas          | 2 249 581  | 325 097                   | 16.89                     | Sin cambios               |
| 14       | Sinaloa             | 2 204 054  | 354 175                   | 19.15                     | Sin cambios               |
| 15       | San Luis Potosí     | 2 003 187  | 329 294                   | 19.67                     | Sin cambios               |
| 16       | Coahuila            | 1 972 340  | 415 075                   | 26.65                     | Sin cambios               |
| 17       | Hidalgo             | 1 888 366  | 340 873                   | 22.03                     | Sin cambios               |
| 18       | Sonora              | 1 823 606  | 309 875                   | 20.47                     | Sin cambios               |
| 19       | Baja California     | 1 660 855  | 482 969                   | 41.00                     | 1                         |
| 20       | Tabasco             | 1 501 744  | 438 783                   | 41.28                     | 3                         |
| 21       | Yucatán             | 1 362 940  | 299 207                   | 28.13                     | 1                         |
| 22       | Durango             | 1 349 378  | 167 058                   | 14.13                     | 3                         |
| 23       | Zacatecas           | 1 276 323  | 139 493                   | 12.27                     | 2                         |
| 24       | Morelos             | 1 195 059  | 247 970                   | 26.18                     | Sin cambios               |
| 25       | Querétaro           | 1 051 235  | 311 630                   | 42.13                     | Sin cambios               |
| 26       | Nayarit             | 824 643    | 98 523                    | 13.57                     | Sin cambios               |
| 27       | Tlaxcala            | 761 277    | 204 680                   | 36.77                     | Sin cambios               |
| 28       | Aguascalientes      | 719 659    | 200 220                   | 38.55                     | Sin cambios               |
| 29       | Campeche            | 535 185    | 114 632                   | 27.26                     | Sin cambios               |
| 30       | Quintana Roo        | 493 277    | 267 292                   | 118.28                    | 1                         |
| 31       | Colima              | 428 510    | 82 217                    | 23.74                     | 1                         |
| 32       | Baja California Sur | 317 764    | 102 625                   | 47.70                     | Sin cambios               |
| Total    | Total               | 81 249 645 | 14 402 812                | 21.55                     |                           |